# Mantua (Ohio)
Pour les articles homonymes, voir Mantua.
Mantua est une municipalité américaine située dans le comté de Portage en Ohio.
Lors du recensement de 2010, sa population est de 1 043 habitants. Située sur la Cuyahoga, la municipalité s'étend sur 1,42 milles carrés (3,68 km2), dont 0,02 milles carrés (0,05 km2) d'eau.
Mantua est fondée au début du XIXe siècle. Un bureau de poste y ouvre en 1860 et la localité devient une municipalité (village) en 1898. Elle est nommée en référence à la ville italienne de Mantoue (en anglais : Mantua),.